# لئولپ
شهر لئولپ (به فرانسوی: La Hulpe) در شهرستان نیول  در استان اوئلون بربان  در منطقه فدرال والوون در کشور بلژیک واقع شده‌است.

## نگارخانه

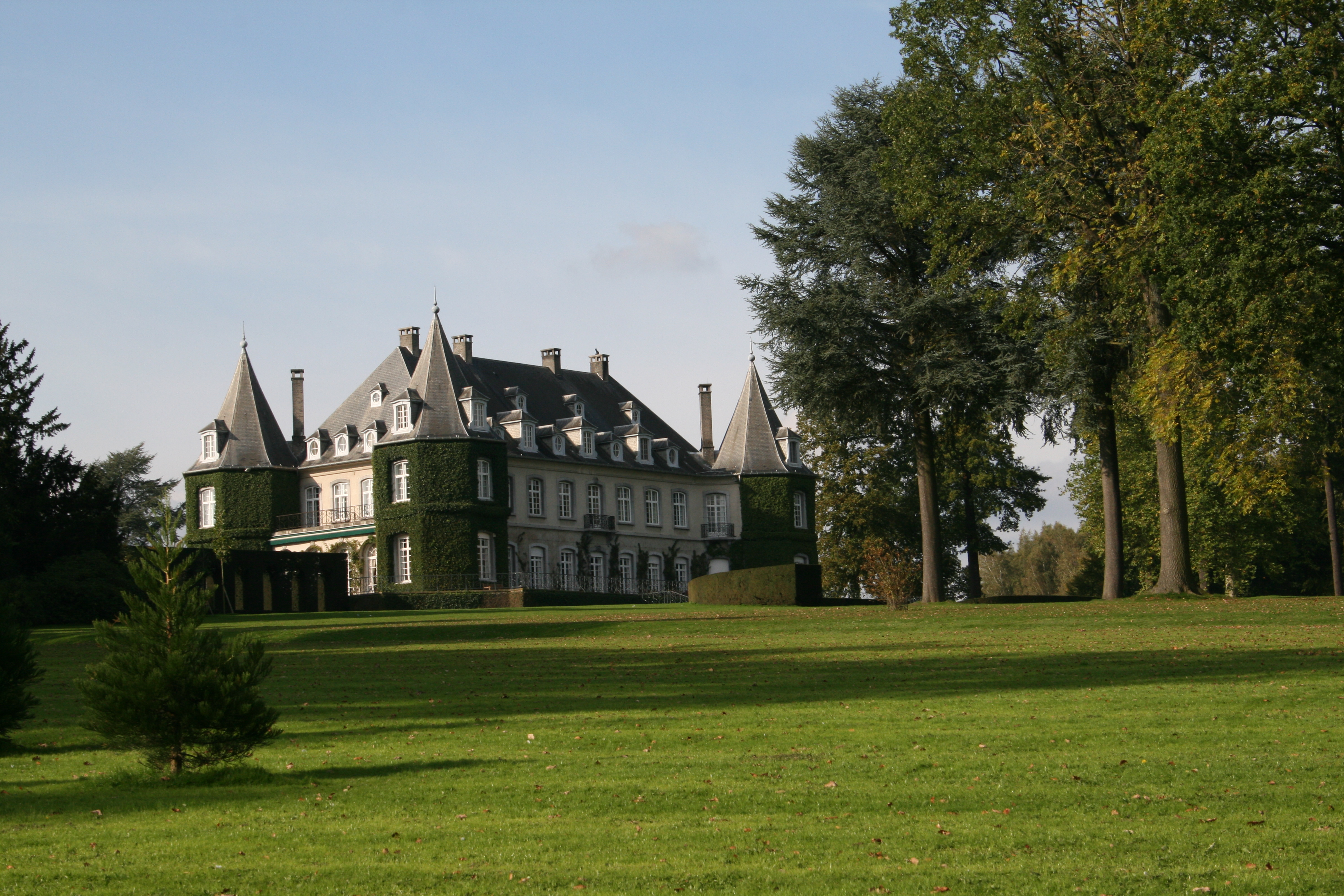
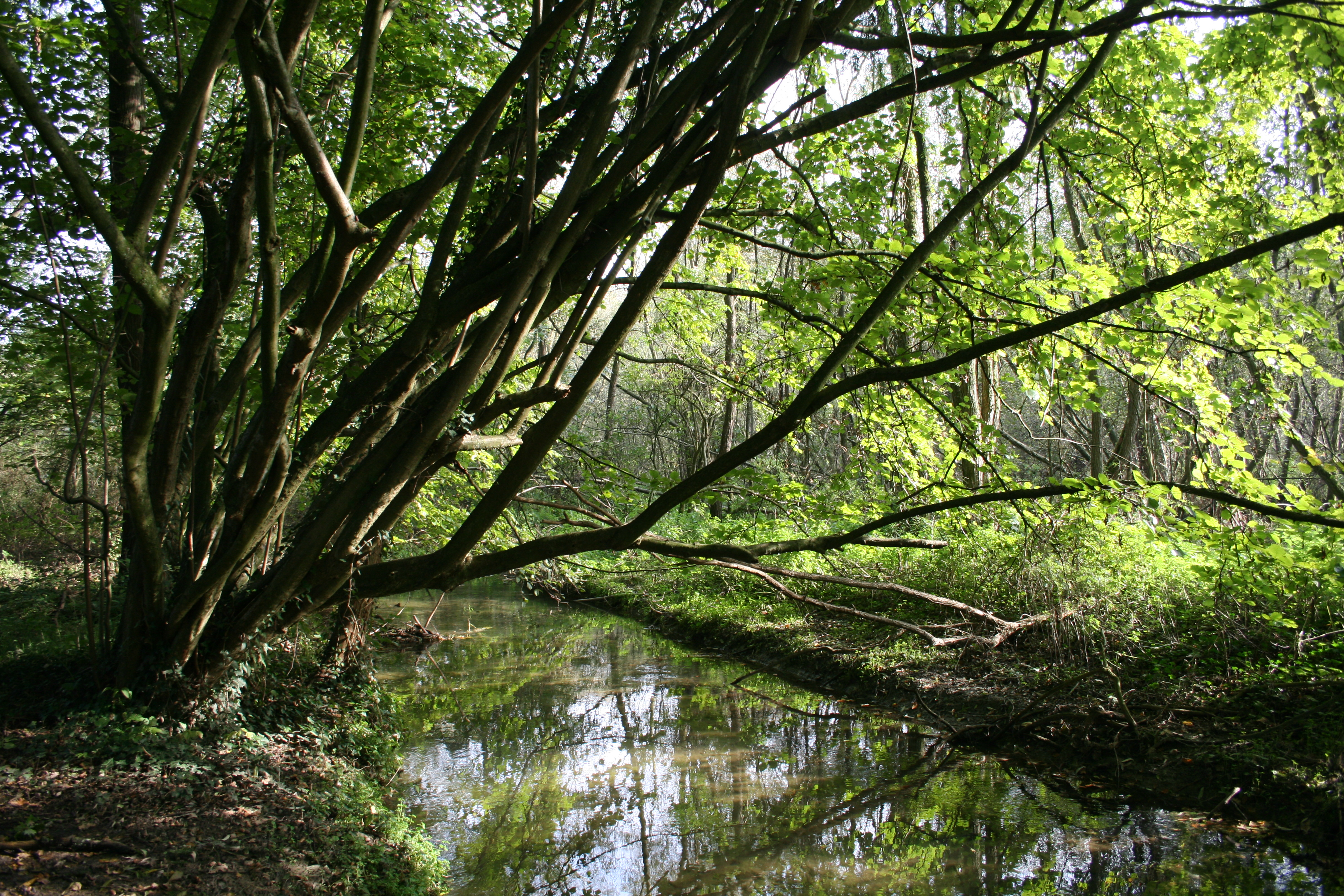